# St. Walpurgis (Apfelstädt)

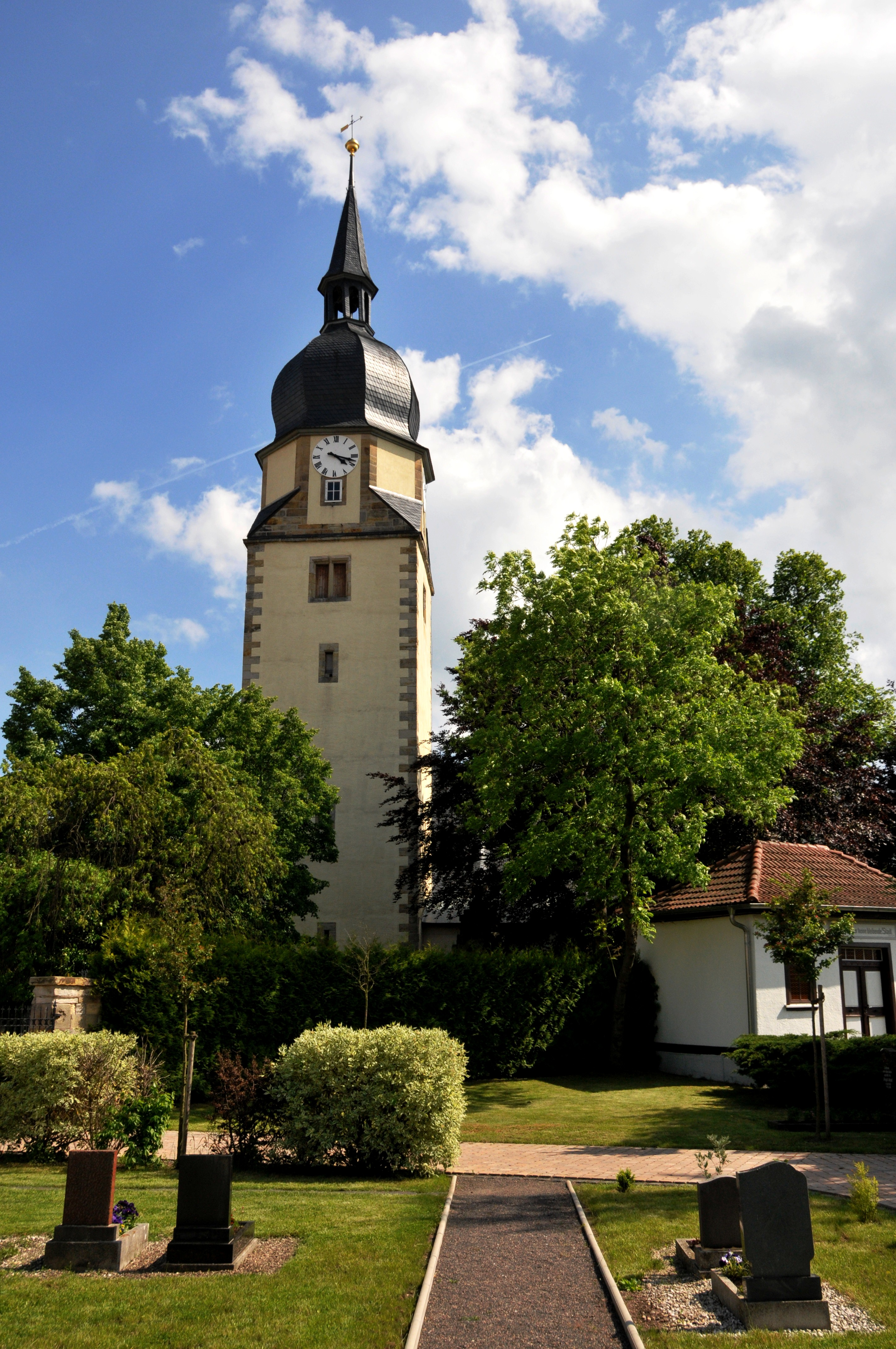
Kirche in Apfelstädt mit neuem Friedhof

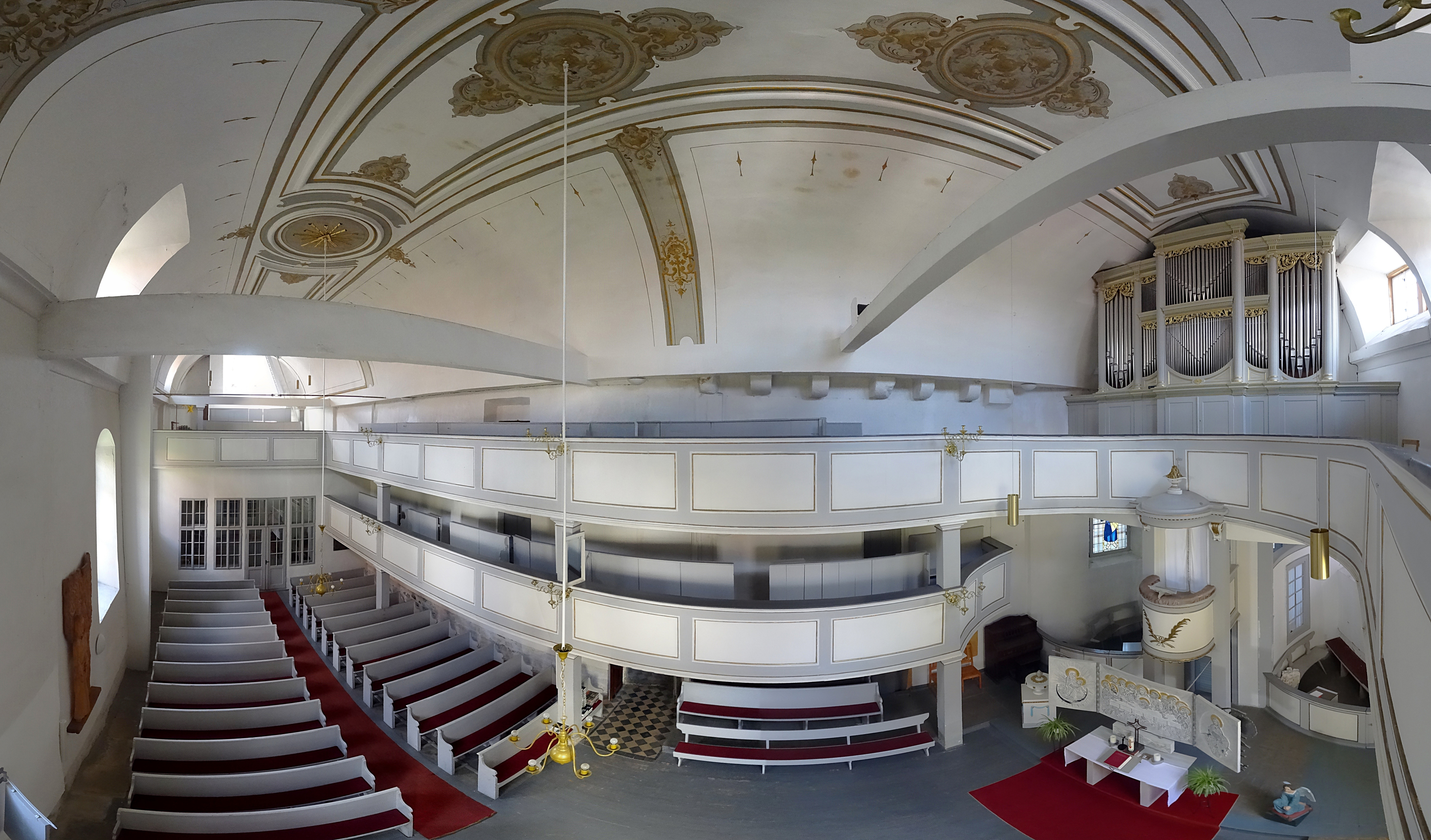
Innenraum-Panorama

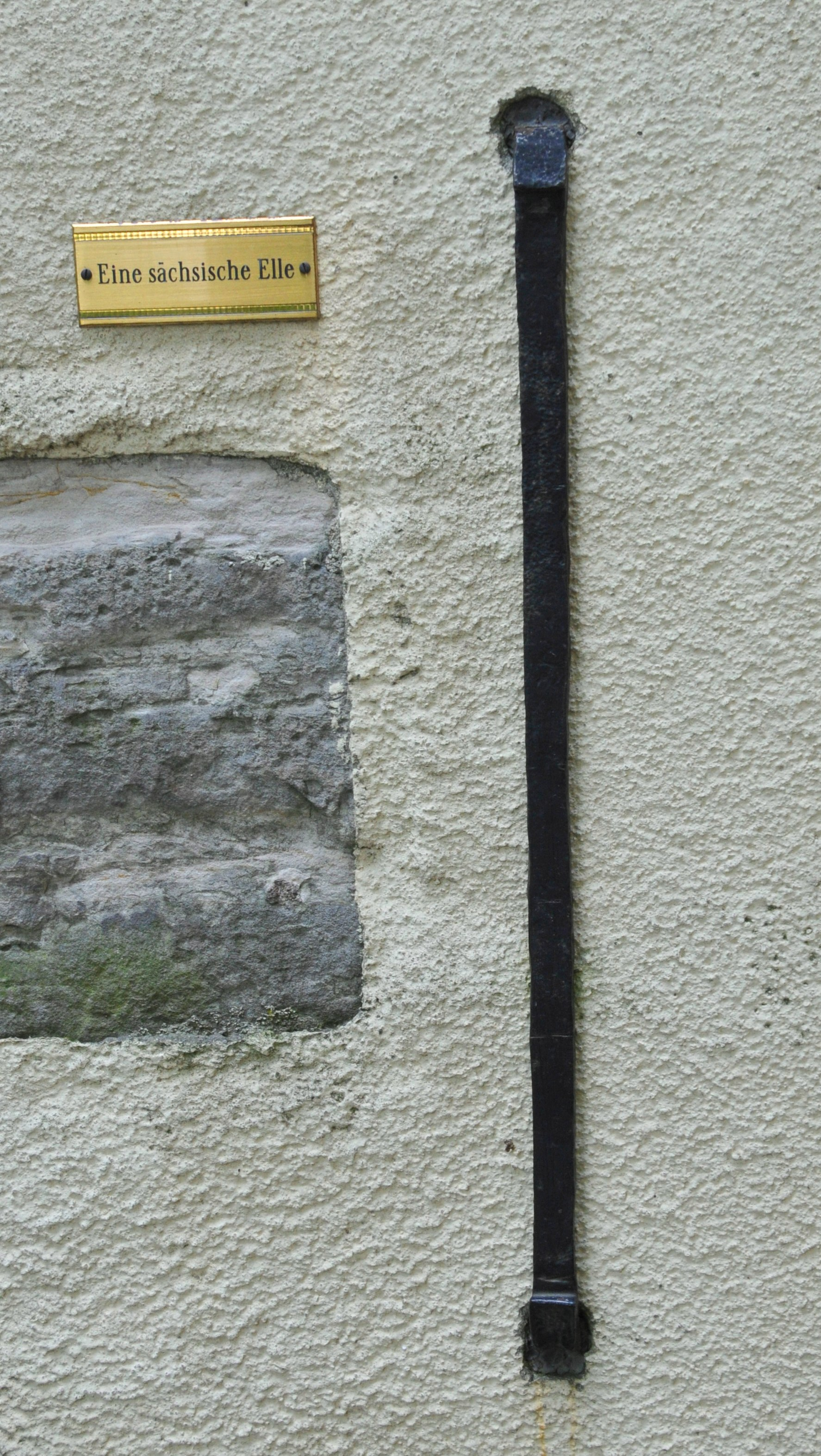
Sächsische Elle an der Kirchenmauer

St. Walpurgis ist die evangelische Kirche in Apfelstädt. Ihr Turm (43 m) ist weithin sichtbar. Apfelstädt ist gleichzeitig Hauptpfarrei des gleichnamigen Pfarramts, zu dem weiterhin die Gemeinden Wandersleben und Kornhochheim mit ihren jeweiligen Kirchen gehören. Das Pfarramt gehört zum Kirchenkreis Gotha der Evangelischen Kirche in Mitteldeutschland.

## Namensgebung
Die Namenspatronin der Kirche ist St. Walburga, die Patronin der Landleute und Haustiere.

## Geschichte
Vorgänger der heutigen Kirche könnte die Kapelle eines fränkischen Königshofes gewesen sein, der 775 in einer Schenkungsurkunde erwähnt wird (Siehe auch: Geschichte des Ortes). Die Kirche stammt in ihren Ursprüngen aus dem 11. Jahrhundert; Teile der Süd- und Nordwand des Kirchenschiffes sind romanisch. In der Nordwand wurden bei Restaurierungsarbeiten fünf romanische Fensterbögen freigelegt, wovon die zweite und vierte Lichtöffnungen waren, während die erste, dritte und fünfte nur aus stilistischen Gründen eingebaut wurden. An der Südwand haben die Restauratoren die Umrisse der romanischen Fensteröffnungen auf den Putz aufgetragen. Eine Inschrift am Sakramentschrein besagt, dass der Chor 1434 erbaut wurde, eine Inschrift an der Westecke der Nordseite weist als Erbauungsjahr des Langhauses 1491 aus, der Turm stammt von 1396, laut Inschrift an der Turm-Nordmauer.
Das ursprüngliche Aussehen der Kirche wurde durch verschiedene Umbauten in der Gotik und Neuzeit (1616, 1669 u. a.) verändert. Aus dem 17. Jahrhundert stammen auch die hölzerne Tonnendecke über Chor und Langhaus und die Emporen. Die übrige Innenausstattung der Kirche und die Kanzel sind aus den ersten Jahren des 19. Jahrhunderts im neoklassischen Stil mit Weiß und Gold.
Das ehemalige Bodenniveau des umgebenden Geländes, damals der Friedhof, lag etwa 2 m tiefer als heute, wie Grabungen ergeben haben. Durch die Nutzung des Friedhofs erhöhte sich das Niveau auf die heutige Höhe, weil Aushub und Schutt nicht weggeräumt, sondern nur verteilt wurden. Auch das damalige Niveau des Kirchenbodens lag entsprechend tiefer und wurde im Laufe der Jahrhunderte durch Aufschüttungen immer wieder angehoben. Heute betritt man die Kirche über zwei hinabführende Stufen.

## Turm

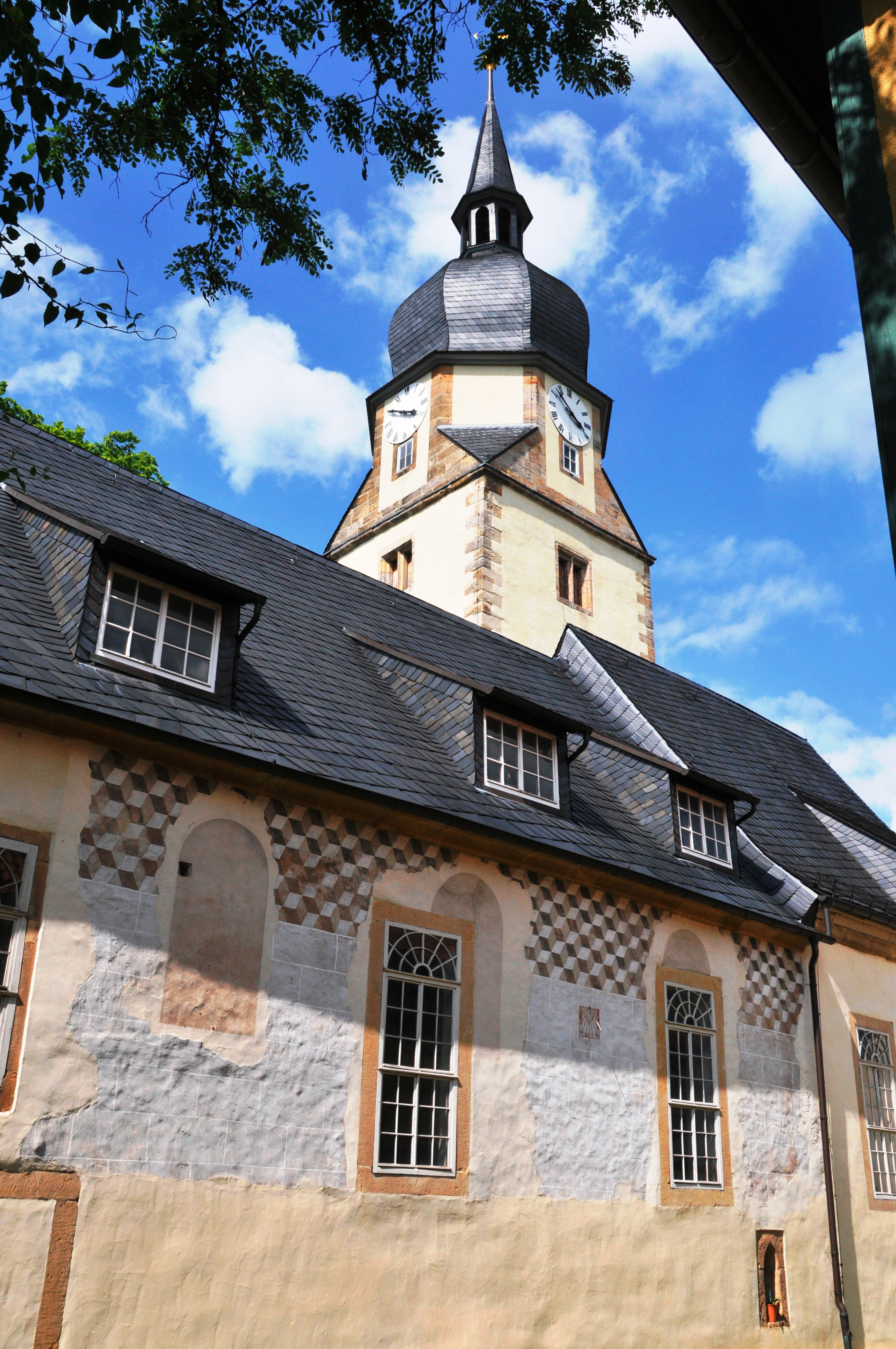
Kirchturm mit Südwand

Die Grundsteinlegung des gotischen Turms erfolgte am 28. April 1396, worauf eine steinerne Inschrift an der Kirchenwand weist. Dicke Mauern an der Westwand der Kirche deuten auf einen Vorgängerturm hin. Ab dem dritten Obergeschoss aufwärts hat der Turm einen achteckigen Grundriss. Der Turm wurde ursprünglich durch einen Zinnenkranz mit etwa 2 m hohen Zinnen bekrönt. Andere Attribute des Turms, wie die sieben Schartenkammern bezeugen die einstige Wehrhaftigkeit der Kirche. Die Kirche war keine Wehrkirche, sondern wurde nur mit wehrtechnischen Elementen ausgestattet, wie z. B. die Schießnischen. Sie waren mannshoch und rund 150 cm breit, damit der Schütze, damals noch mit einer Armbrust ausgestattet, genügend Bewegungsfreiheit für sich und seine Waffe hatte. Aus der gotischen Bauzeit sind auch die einfachen Spitzbogen-Fenster an den drei Chorseiten erhalten. Konrad Stolle, Erfurter Chronist (1436–1501), teilte in seinem Memoriale mit, dass der Turm am 26. August 1450 belagert wurde. Man erreichte den Eingang zum ersten Geschoss nur über eine Leiter. 1715 wurde dem Turm das wehrhafte Äußere genommen. Der Turm hat im Erd- und den beiden ersten Obergeschossen einfache, im dritten Obergeschoss gepaarte Rechteckfenster, in dem darauf folgenden Achteck-Geschoss von 1715 wieder einfache Fenster. Es folgt eine Schweifkuppel mit offener Laterne und darauf ein ziemlich hoher Helm.
Die Schlagglocke im Turm ist von 1562.

## Äußere Kirchenwände

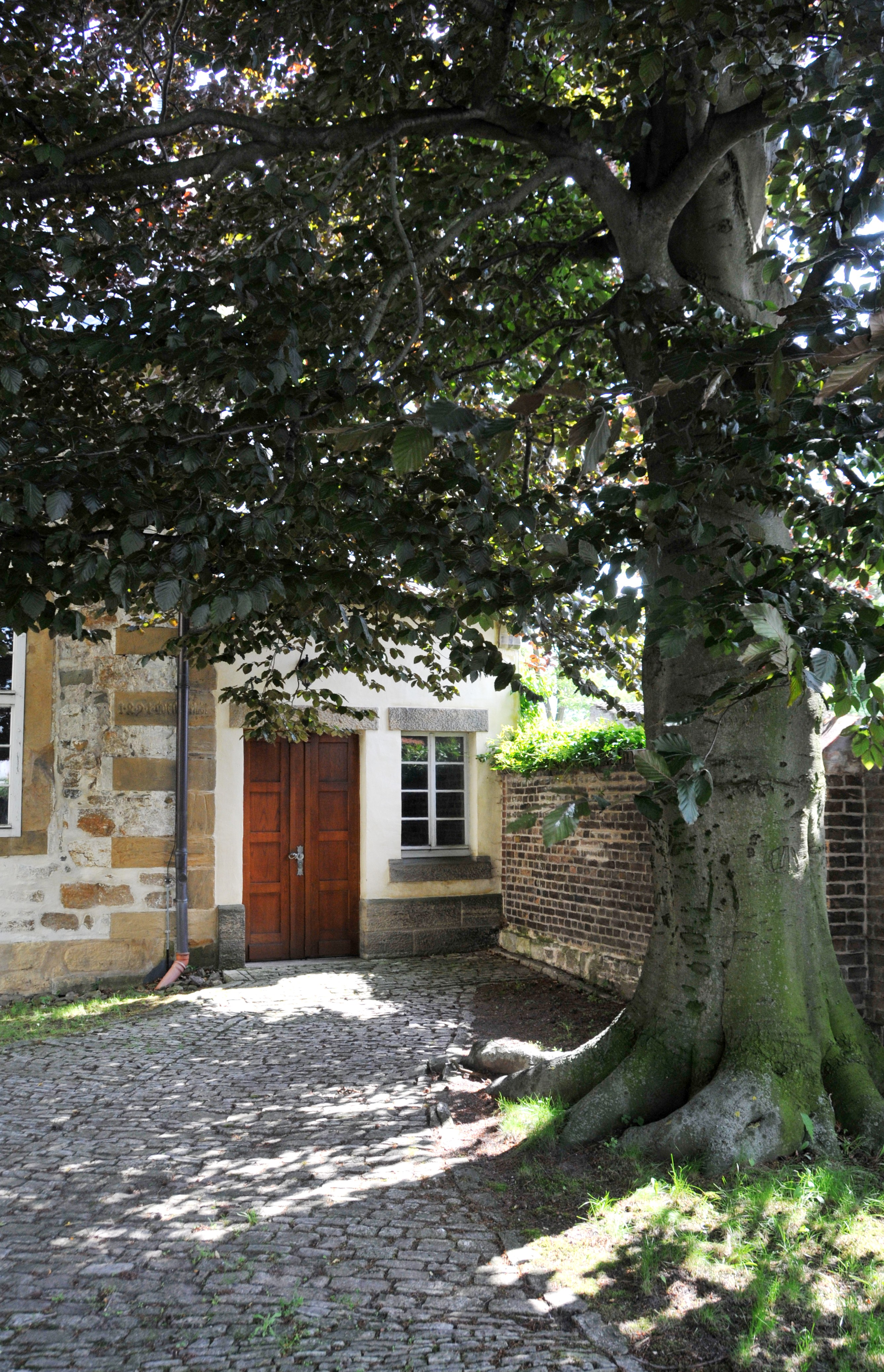
Nebeneingang der Kirche mit sehr alter Linde

An der äußeren Südwand der Kirche legte man unter dem Putz befindliche Reste einer Bemalung mit Rauten- oder Quaderstruktur und eine Sonnenuhr aus der Mitte des 15. Jahrhunderts frei. Diese Originalbemalung ist in Thüringen einmalig. Die Sonnenuhr wird heute nicht mehr in jeder Jahreszeit von der Sonne beschienen, weil sie durch Um- und Aufbauten des nebenstehenden Pfarrhauses zeitweise im Schatten des Hauses liegt. Das Zifferblatt ist in den gotischen Putz eingeritzt und mit Rötel ausgelegt.
An der Nordseite ist eine Sächsische Elle eingelassen. Sie misst 56 cm und diente über Jahrhunderte als „Eichmaß“ für Handwerker, z. B. Tuchmacher.

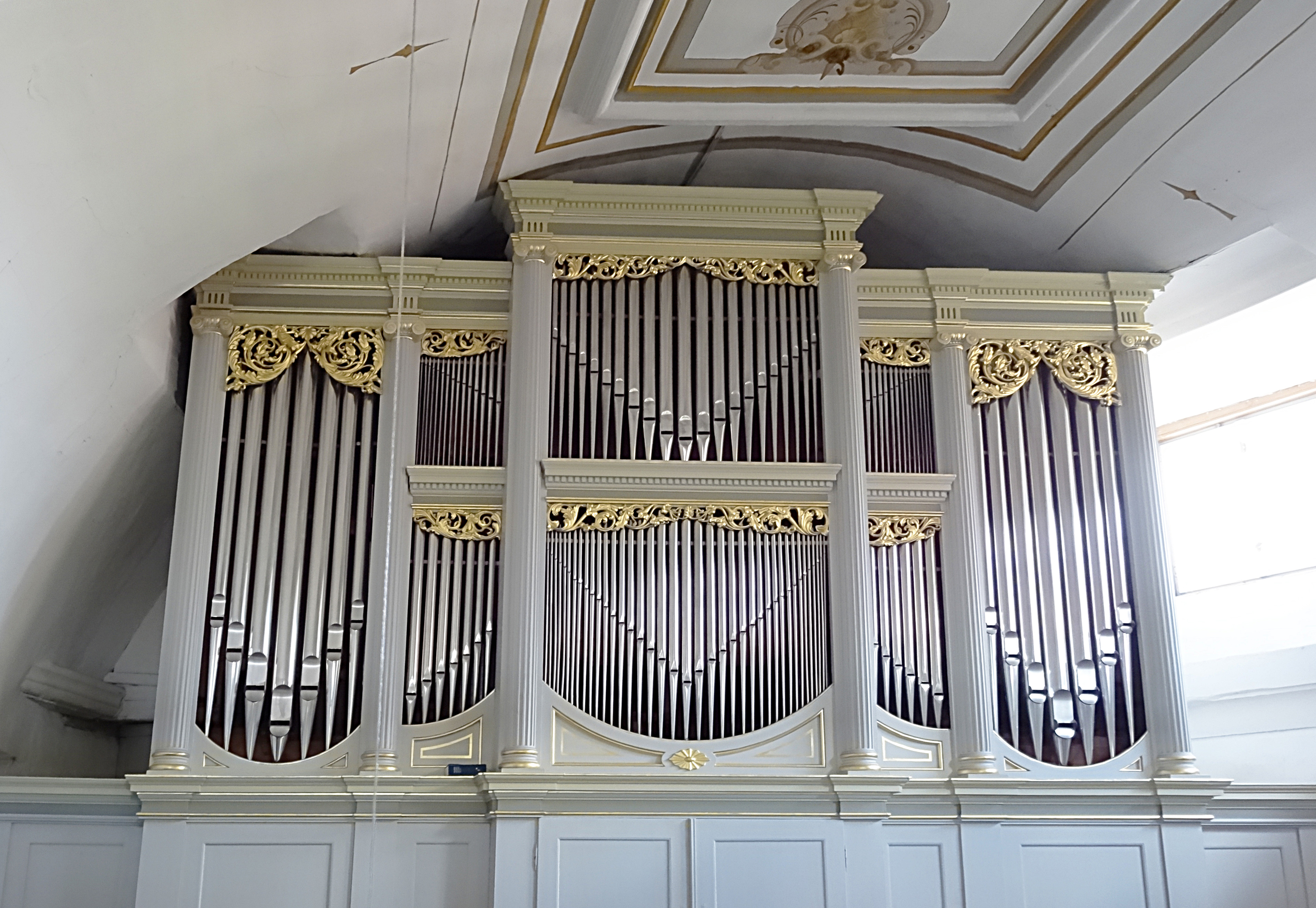
Prospekt der Knauf-Orgel

## Orgel
Eine Orgel hatte die Kirche bereits 1590. Für 70 Gulden wurde damals ein altes Orgelwerk aus einer katholischen Kirche in Erfurt erworben. Eine neue Orgel erhielt die Kirche 1707 vom Arnstädter Orgelbauer Johann Anton Weise. Sie kostete 310 Reichstaler. Nach mehreren Reparaturen baute 1833 der Tabarzer Orgelbauer Valentin Knauf eine neue Orgel mit 31 Stimmen für 1300 Thaler und verwendete dazu die brauchbaren Teile der alten Orgel. 1995 war die Wiedereinweihung der von Rösel & Hercher restaurierten Knauf-Orgel.

## Sonstiges
Beim nördlichen Nebeneingang der Kirche steht eine alte Linde mit einem Stammumfang in 1 m Höhe von 256 cm.
Zum von 1992 bis 2000 umfangreich restaurierten Kirchensemble gehören Scheune und Stall des Pfarrhofes, das Pfarrhaus und der Friedhof. Scheune und Stall beherbergen heute eine Dauerausstellung zur Ortsgeschichte, in der die bäuerliche Lebensweise sowie die Geschichte des Schul- und Backwesens dokumentiert werden. Im Erdgeschoss ist ein Jugendclub eingerichtet. Die Räume bieten wechselnden Ausstellungen einheimischer Künstler Platz. Der Friedhof wurde nach dem Abriss der Mauern im 19. Jahrhundert, wenige Meter von der Kirche in nordwestlicher Richtung verlegt.
2006 wurde die Elektrik der Kirche erneuert. Am 4. Oktober 2009 wurde der neue Flügelaltar des Künstlers Timm Kregel eingeweiht. In der Mitte ist das Abendmahl dargestellt, die beiden Flügel zeigen die Gottesmutter mit Jesus in ihrem Schoß und Christus mit dem Osterlamm.
Alljährlich findet am Karfreitag das Osterwasserholen statt. Hierzu bilden die Teilnehmer Fahrgemeinschaften und pilgern die letzten 6 km zu Fuß zur Apfelstädt-Quelle.

## Bilder der Kirche und des Umfelds

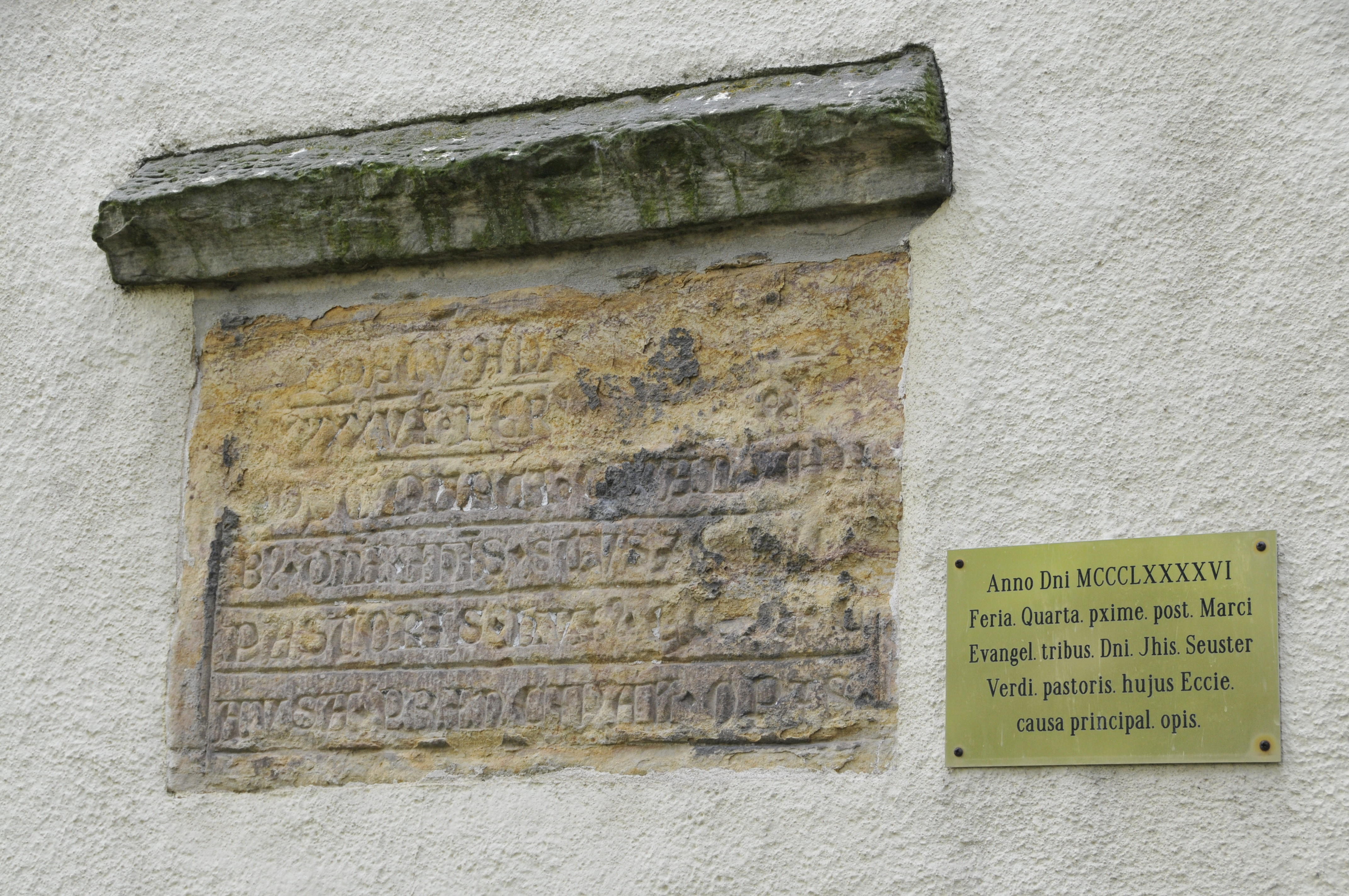
Steinerne Schrifttafel von 1396, die Grundsteinlegung des Turms bezeugend
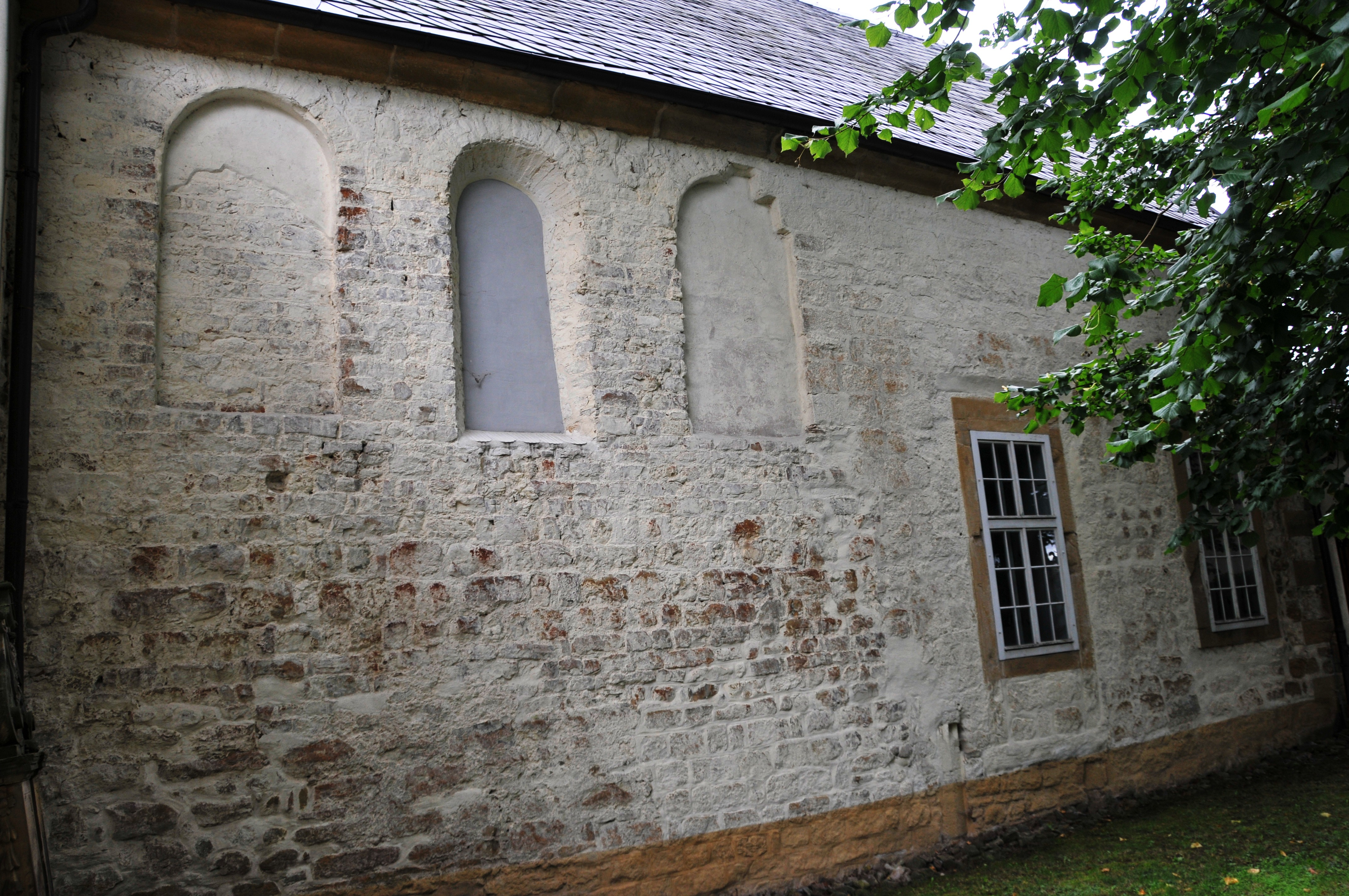
Nordwand, ältester Teil der Kirche, mit ehem. Fensternischen
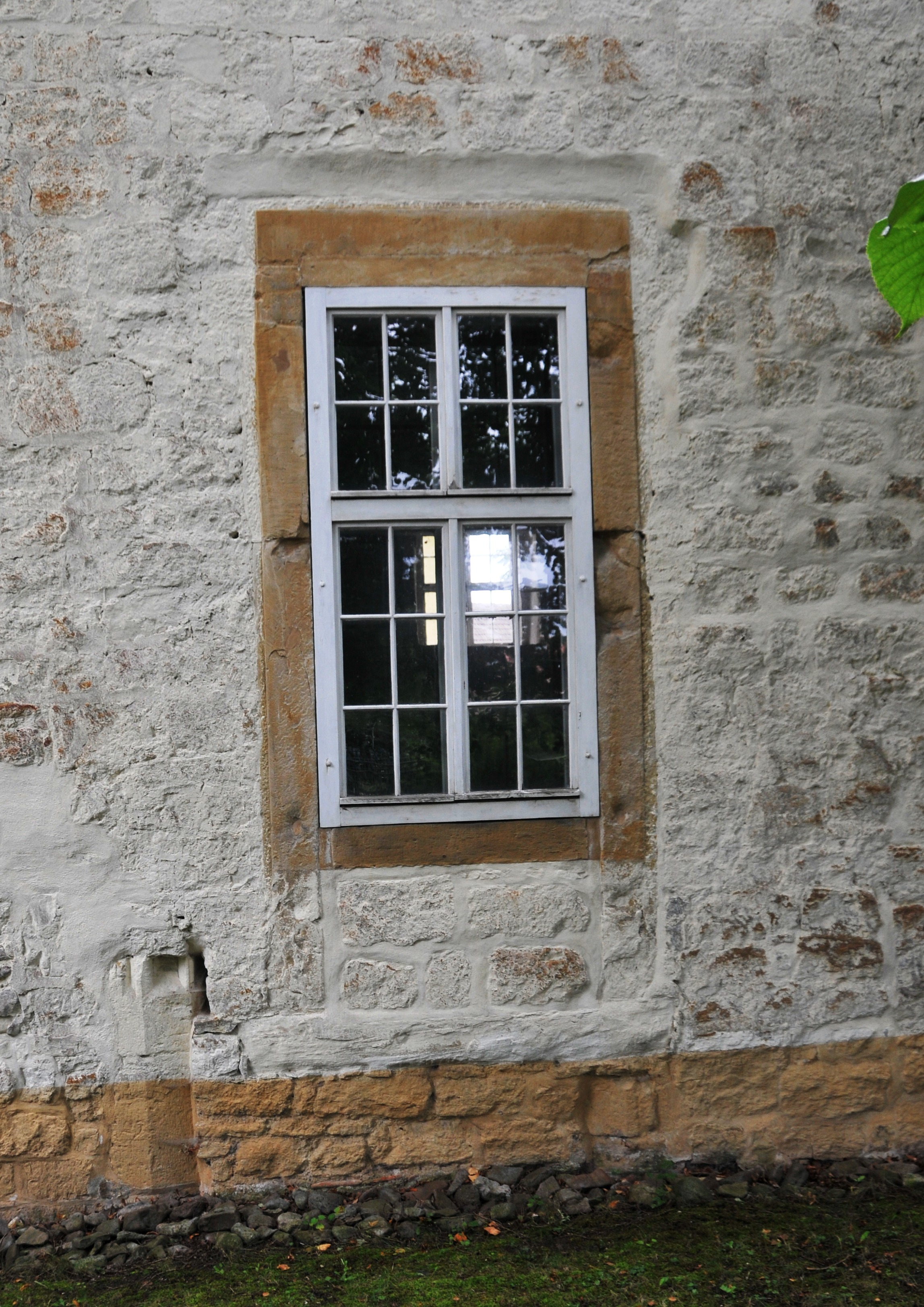
Nordwand, sichtbar sind die Reste der romanischen Pfosten der  breiteren Eingangstür
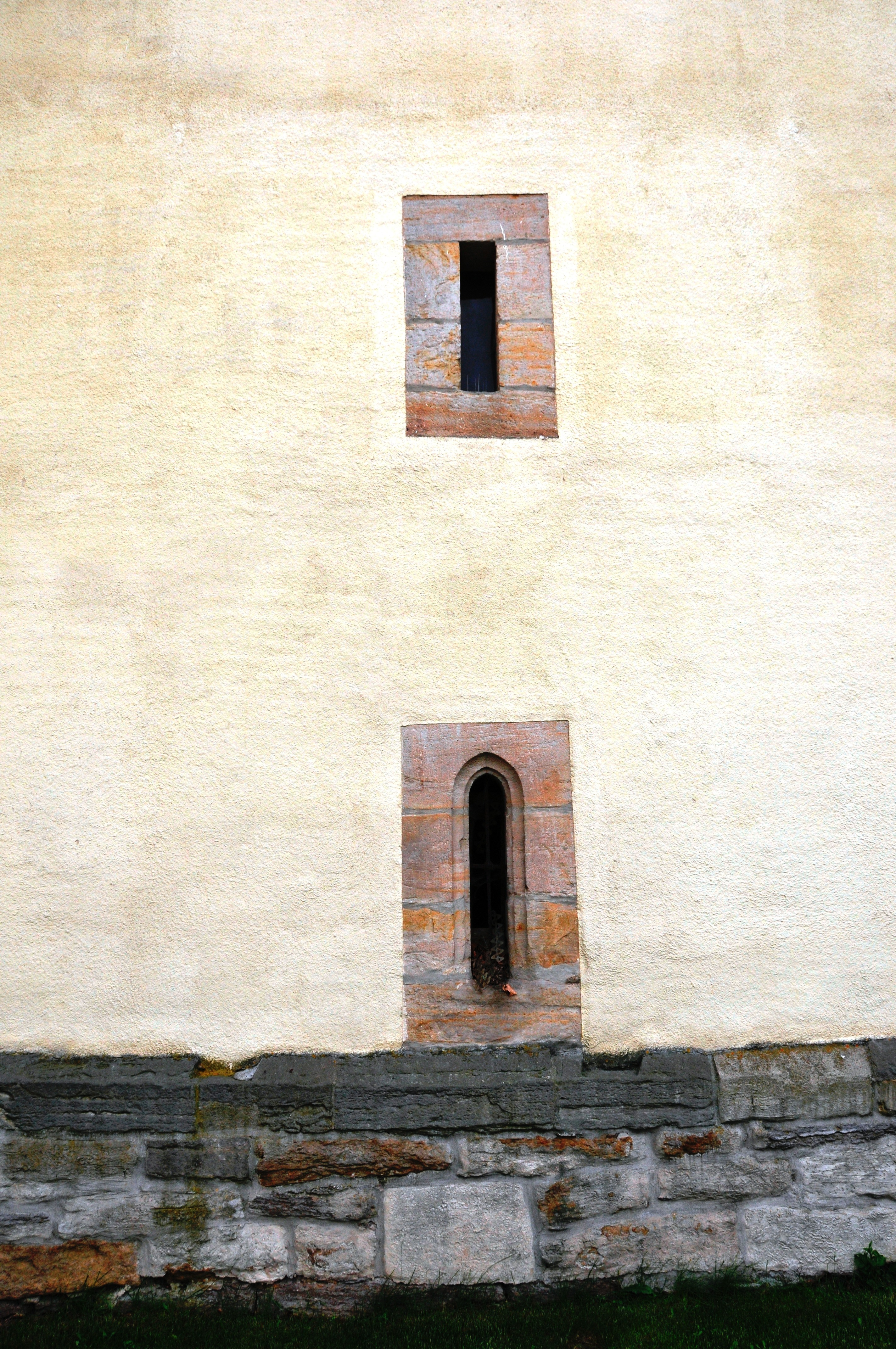
Lüftungs-/Schießöffnungen am Turm
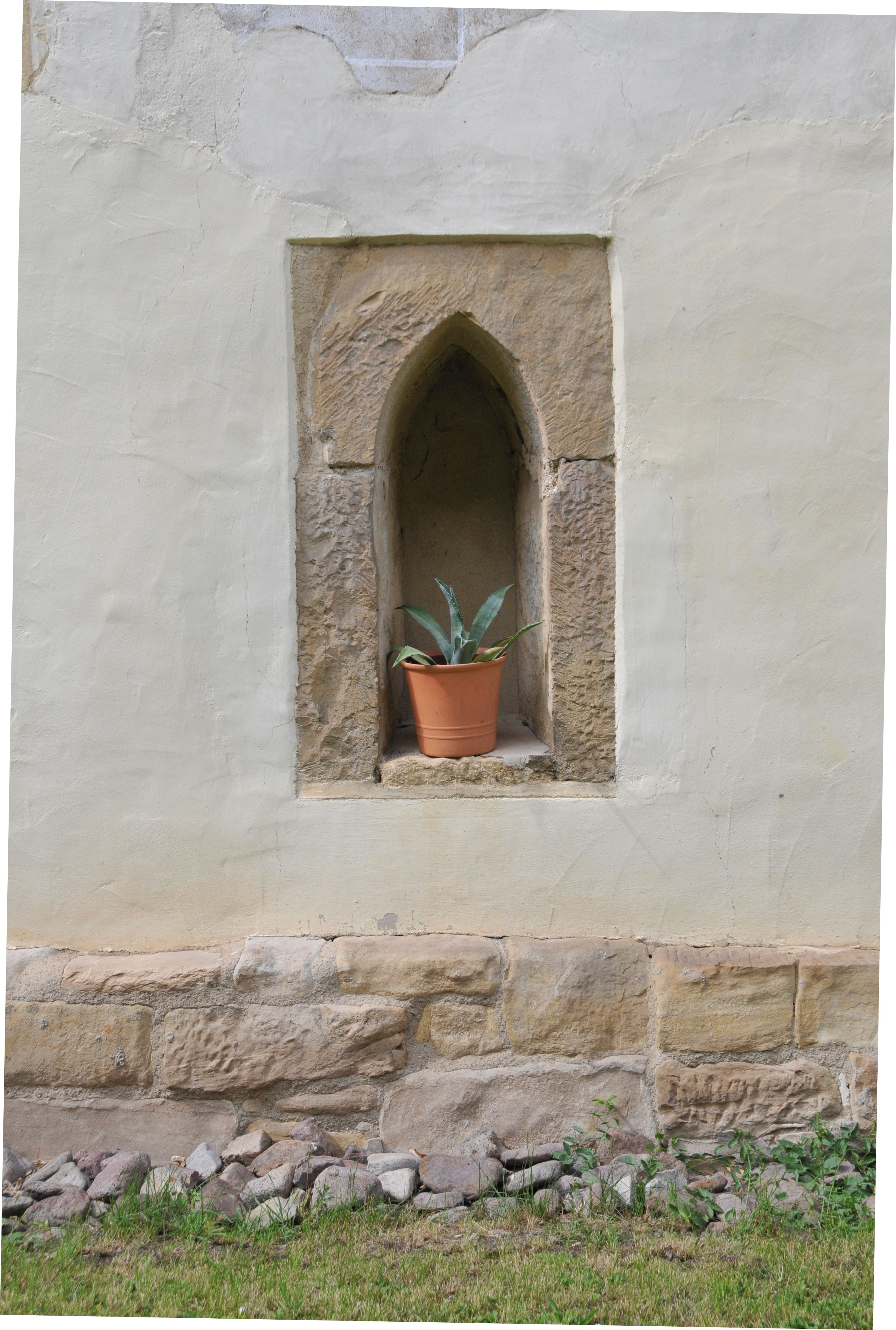
Wandnische in der Südwand
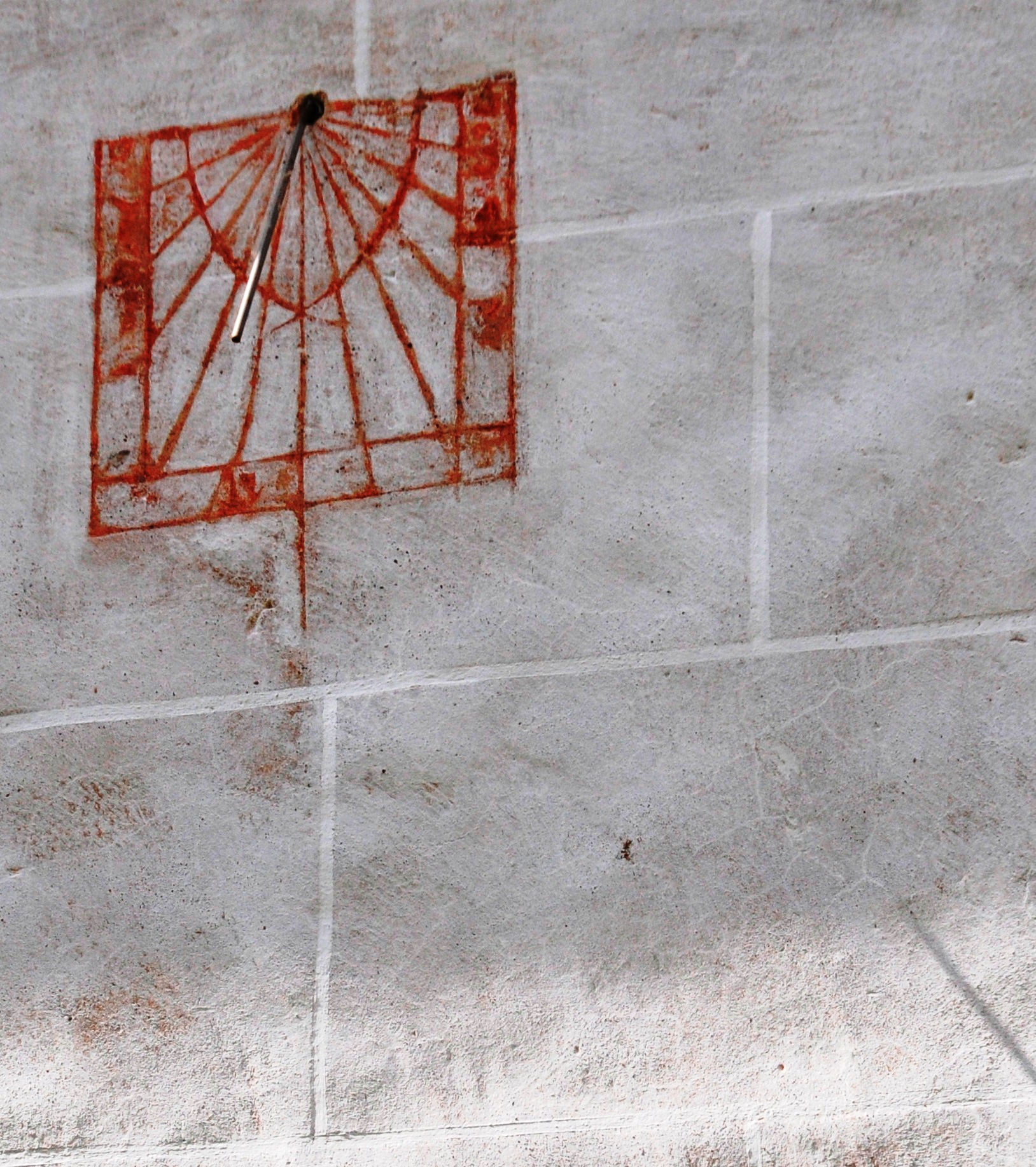
Sonnenuhr an der Südseite
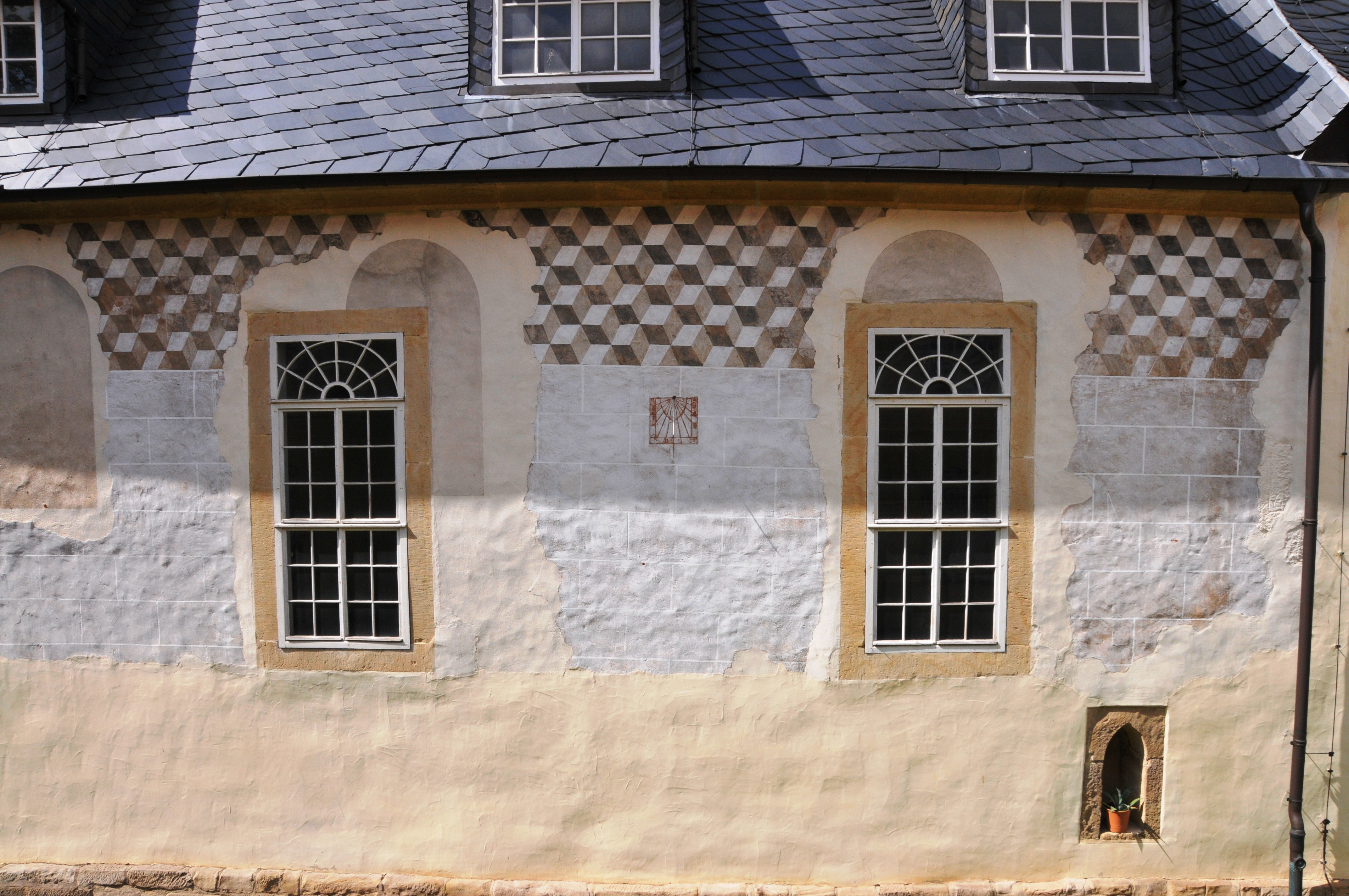
Wandbemalung aus dem 15. Jh.
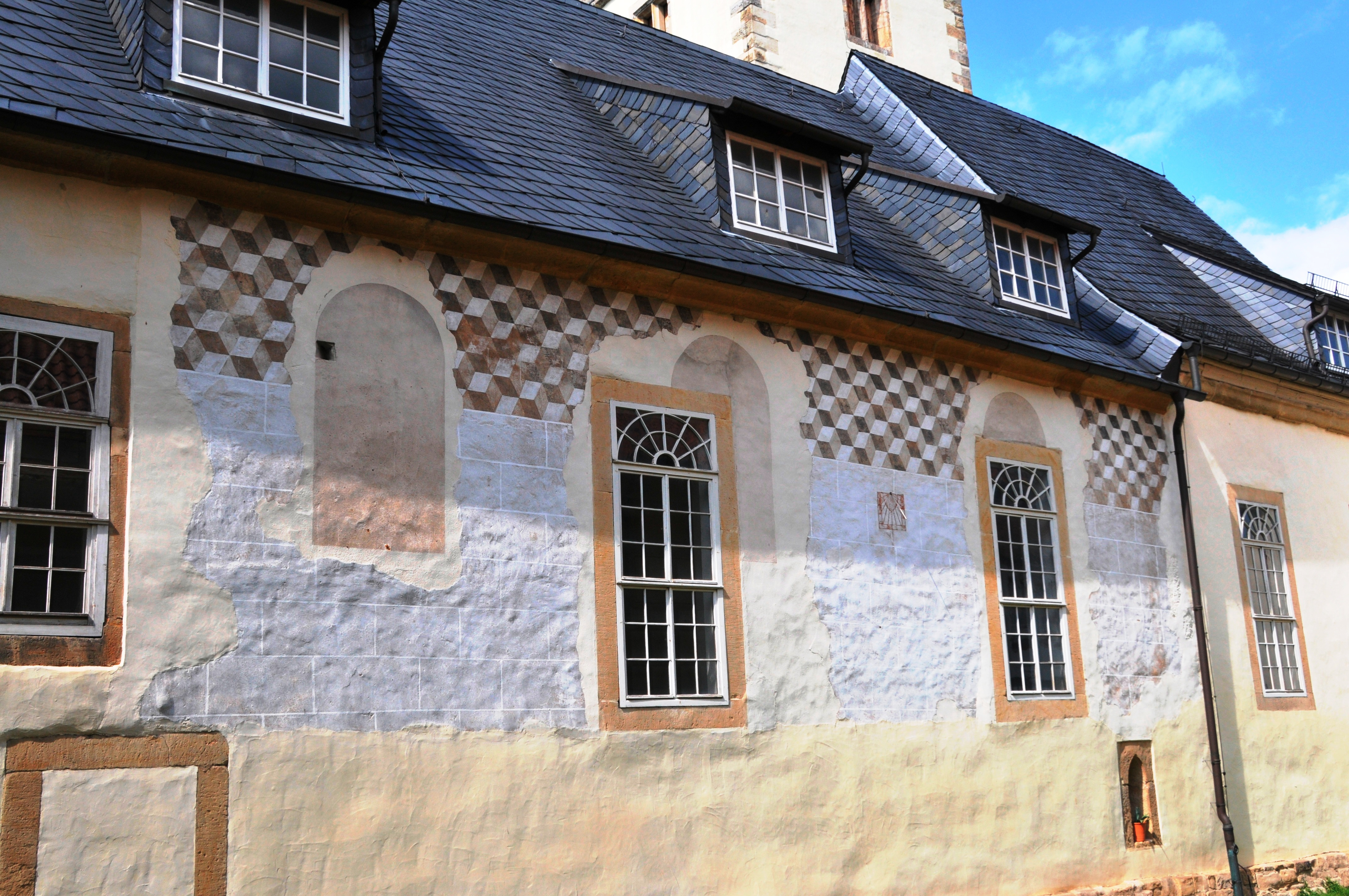
Südwand mit Wandbemalung und eingezeichneten früheren romanischen Fensteröffnungen
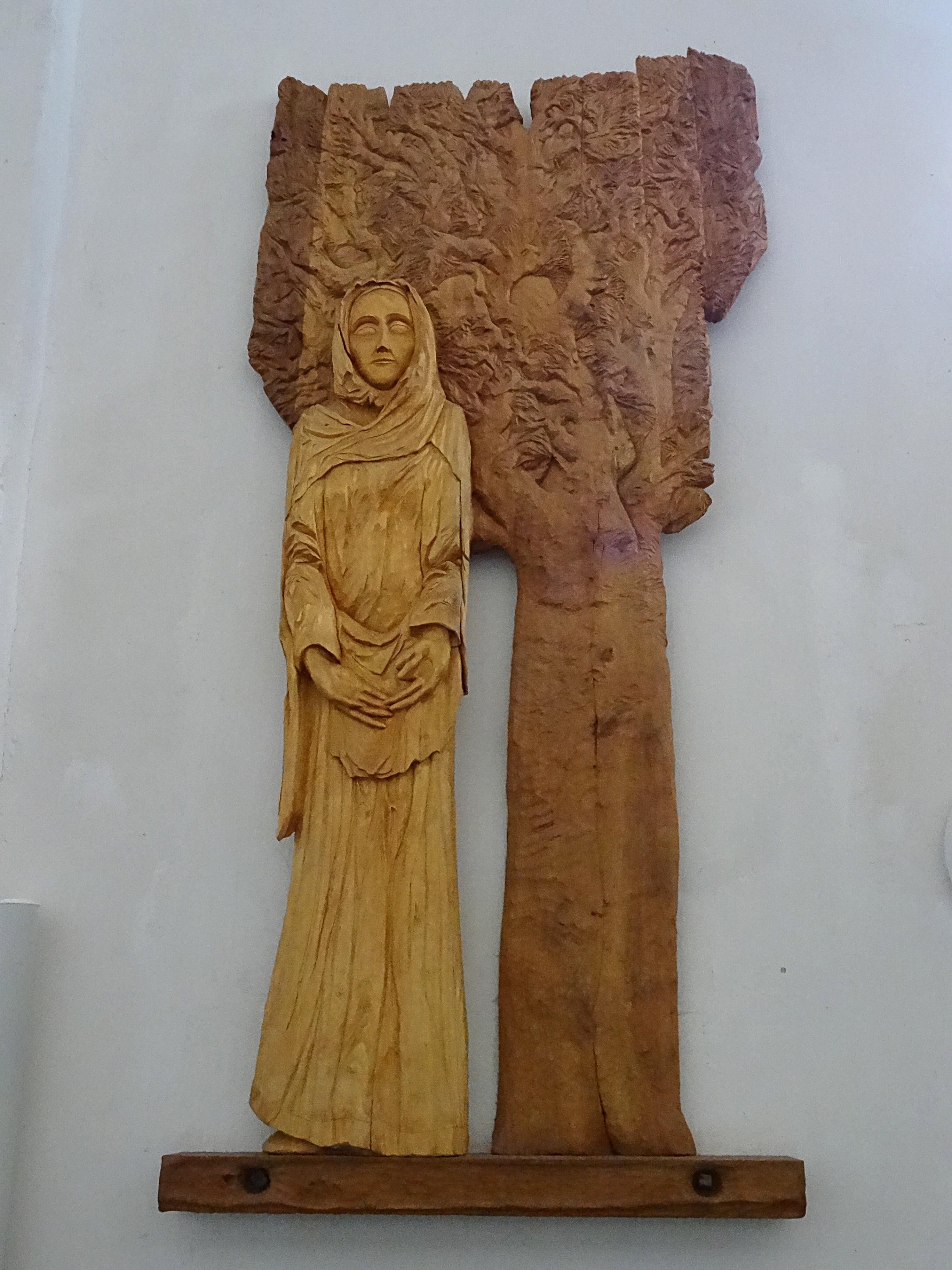
Moderne Kunst im Kirchenraum
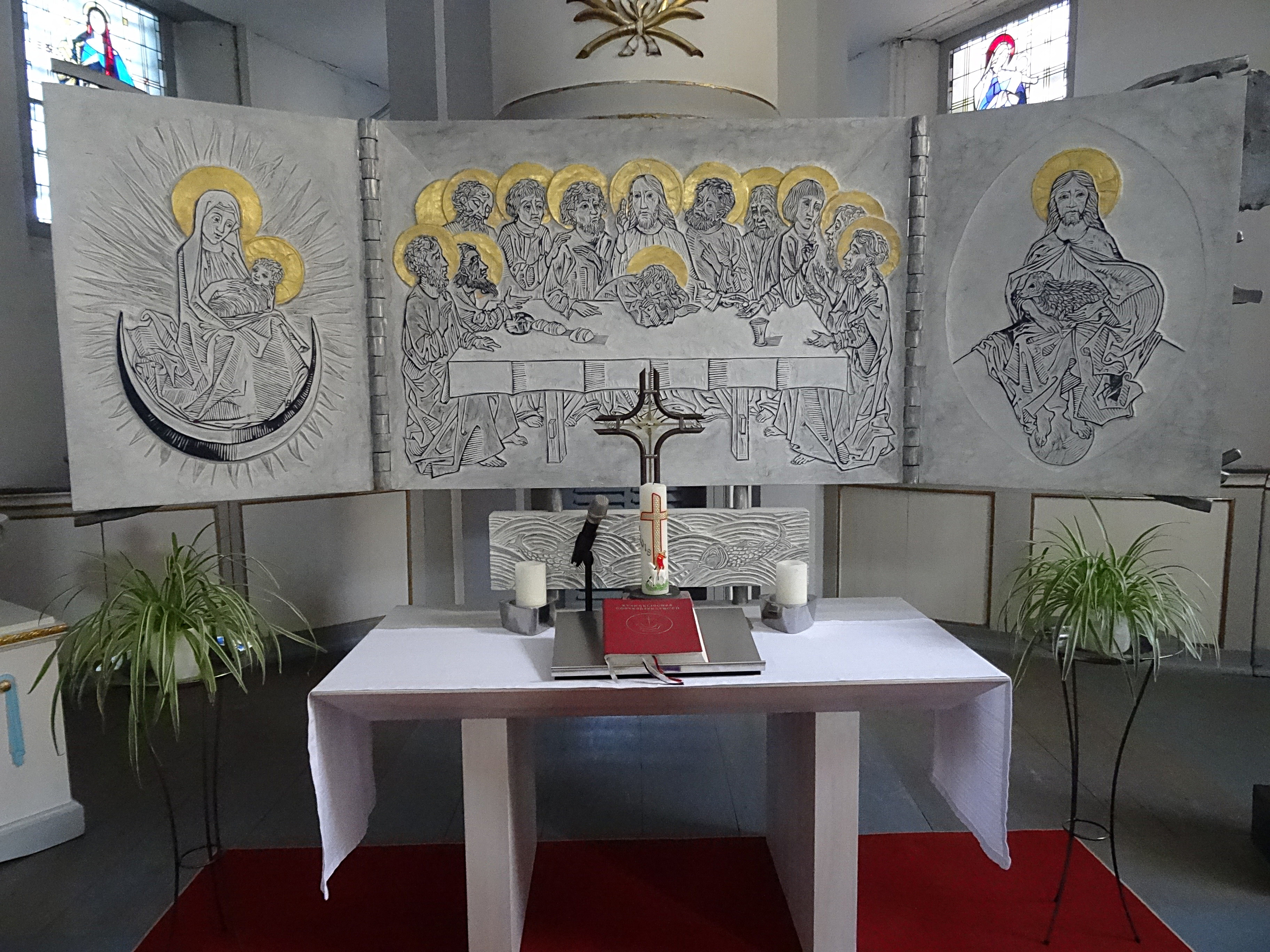
Der neue Altar aus 2009 mit Kreuz von 2015
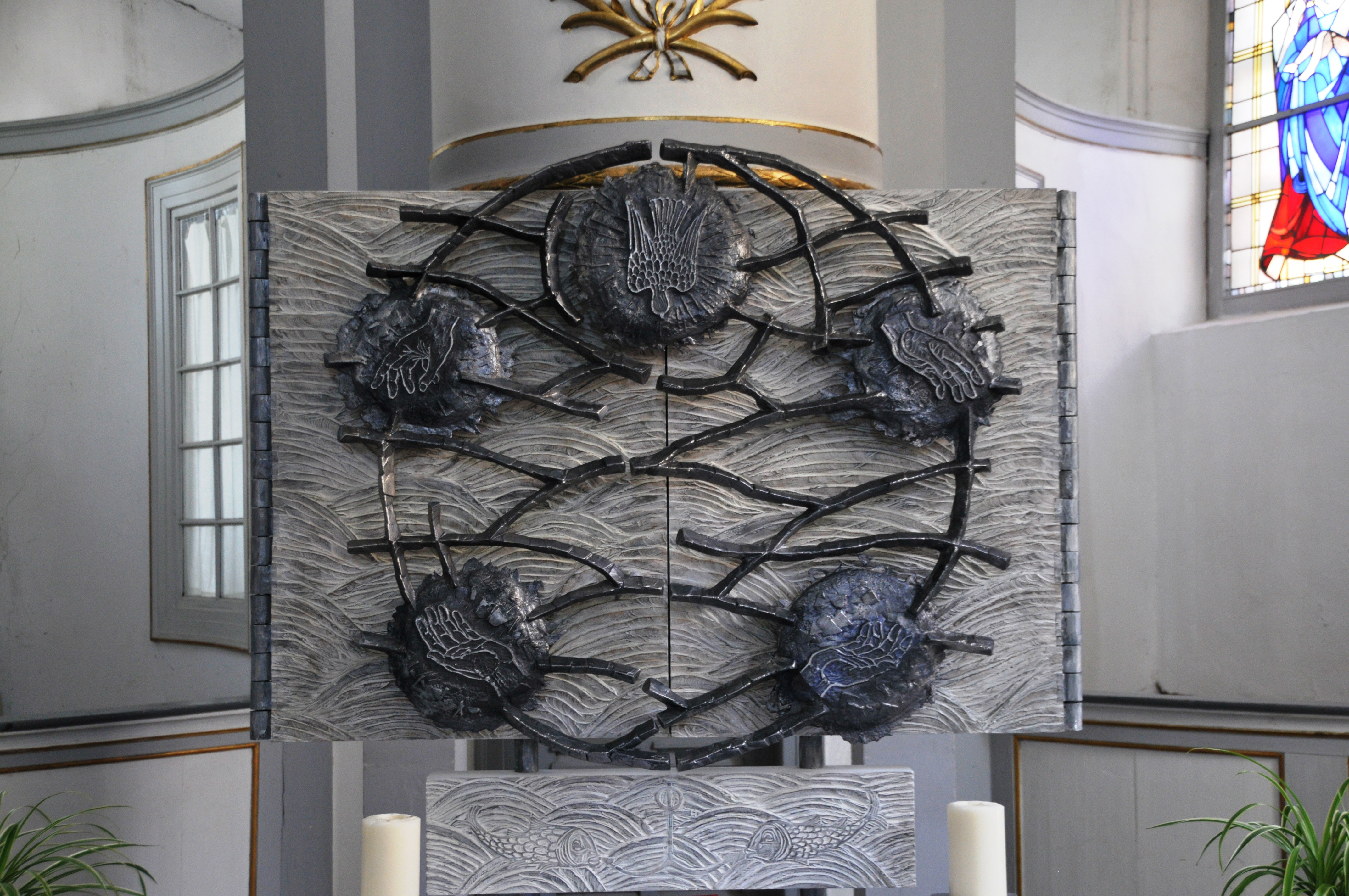
Der Flügelaltar, geschlossen
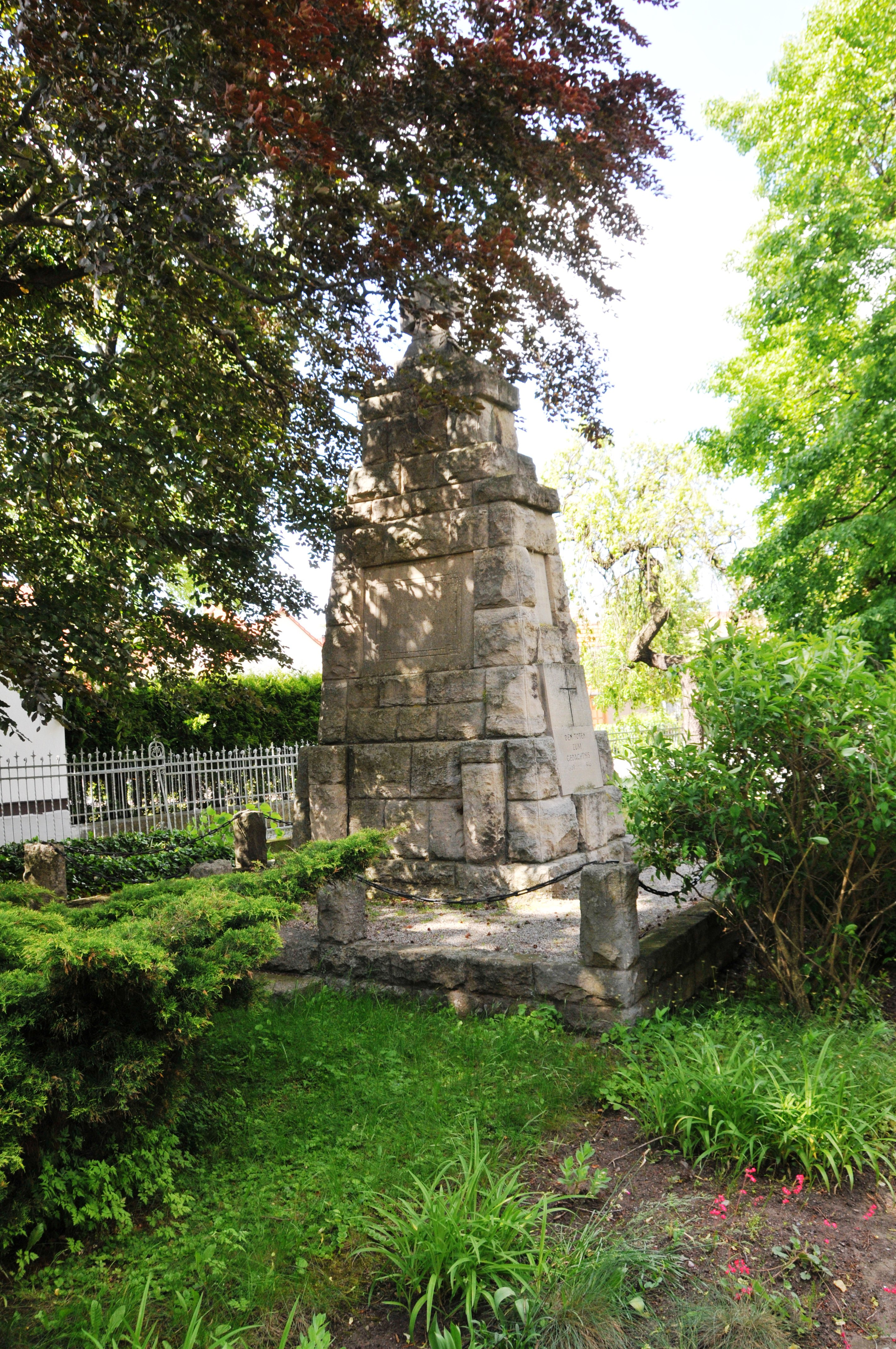
Denkmal für die Gefallenen aus Apfelstädt der beiden Weltkriege
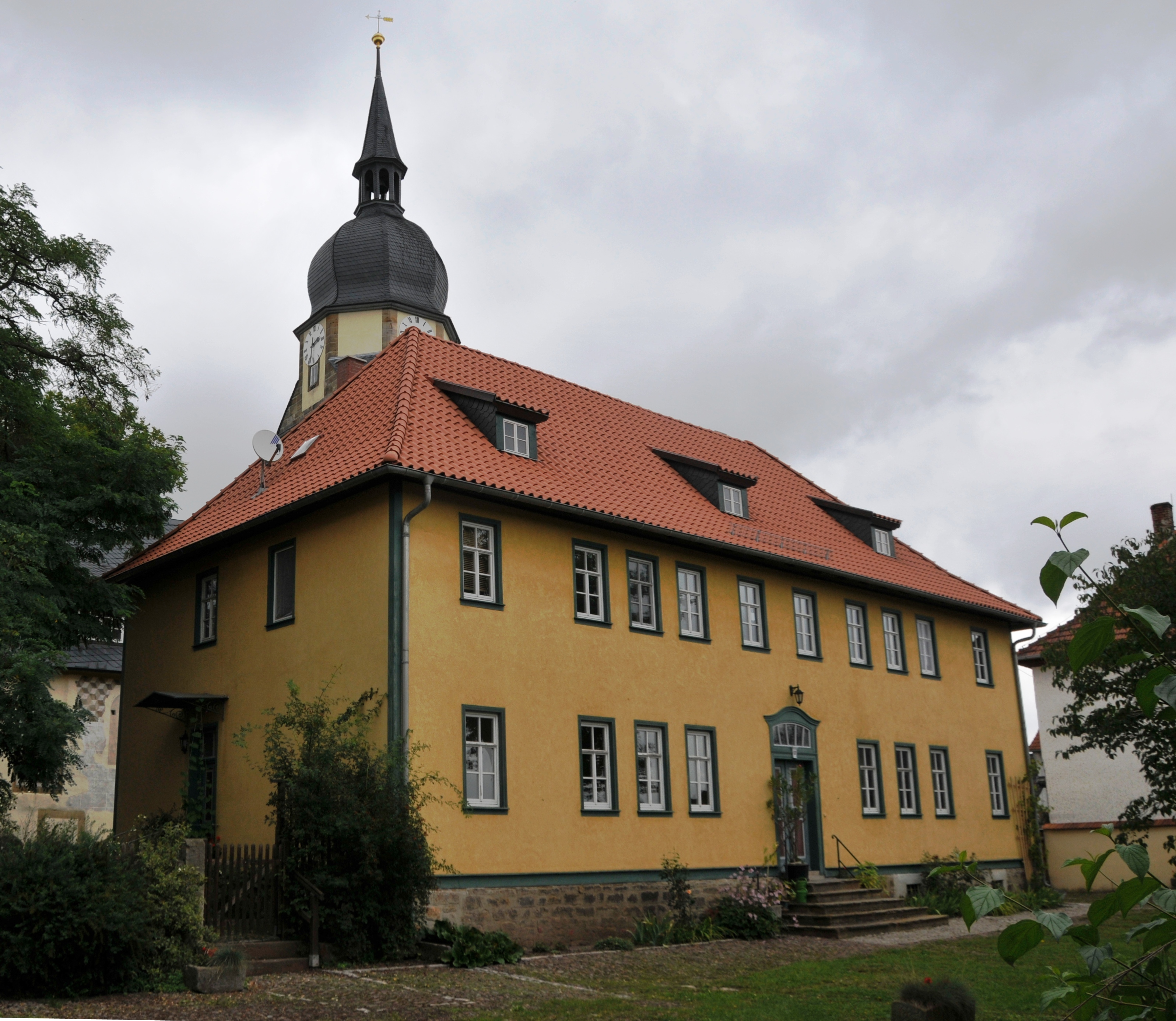
Pfarrhaus, im Hintergrund der Kirchturm